# Astrid Sommer
Astrid Sommer, född den 21 maj 1906 i Kristiania, död den 9 april 1990 i Oslo, var en norsk skådespelare.

## Biografi
Sommer var sedan debuten 1922 anställd vid Det Norske Teatret, där hon var en av de mest framträdande skådespelarna. Människokännedom, värme och ett barskt humör präglar hennes viktigaste roller, som Maren Dokter i Arne Garborgs Læraren och i titelrollen i Bertolt Brechts Mor Courage. Av Ibsen-roller spelade hon bland annat Mor Aase i Peer Gynt och tant Julie i Hedda Gabler. Hon gav liv till gammelfastern Kvitugla i Olav Duuns Medmenneske, i samtliga sju uppsättningar av stycket, från uruppförelsen 1937 till 1976, och hon spelade madam Endresen i båda filmatiseringarna av Oskar Braatens Bak høkerens disk: Godvakker-Maren (1940) och Kjære Maren (1976). Med sin varma röst var hon länge en populär uppläsare i norsk radio, både av lyrik och barnlitteratur.
Hon var syster till Johanne Bruhn och från 1934 gift med skådespelaren Alf Sommer.

## Filmografi (urval)
- 1938 – Det drønner gjennom dalen
- 1938 – Ungen
- 1939 – Å, en så'n brud!
- 1940 – Godvakker-Maren
- 1951 – Storfolk og småfolk
- 1952 – Andrine og Kjell
- 1953 – Skøytekongen
- 1955 – Trost i taklampa
- 1961 – Hans Nielsen Hauge